# Аєн Воллес (письменник)
Аєн Воллес(англ. Ian Wallace; 4 грудня 1912, Чикаго, штат Іллінойс, США — 7 липня 1998, Лас-Вегас, штат Невада, США) — псевдонім американського письменника-фантаста, клінічного психолога та чиновника Джона Воллеса Прітчарда (1912—1998).
Воллес, що вважається одним з помітних представників «м'якої» (гуманітарної) наукової фантастики, у своїх творах вдало поєднує складні «орнаментовані» сюжетні побудови з динамікою «космічної опери» (зазнаючи сильного впливу Альфреда Е. ван Вогта). Сюжет таємничих та пригодницьких науково-фантастичних романів Воллеса, як правило, розгортається у далекому майбутньому і часто включає персонажів із надлюдськими або телепатичними здібностями. З одного боку, це — серія «Просторово-часові маневри Кройда» (англ. «The Croyd Spacetime Manoeuvres»), в якій Кройду, наділеному надлюдськими талантами, доводиться зіткнутися з загрозами для галактичної цивілізації у світі 25 століття, використовуючи свою здатність подорожувати в часі, з іншого боку — детективно-фантастичні романи про Клодін Сент-Сір, галактичну дослідницю, справи якої ставлять на карту існування цілих планет.

## Життєпис
Аєн Воллес народився в Чикаго, штат Іллінойс, але більшу частину свого життя провів у Детройті та його околицях, штат Мічиган. Воллес був практичним клінічним психологом протягом багатьох років, а також мав великий досвід освіти. Більшу частину своєї кар'єри він присвятив роботі в системі державних шкіл Детройта.
Прітчард був сином Вільяма Артура Прітчарда та Голлі, уродженої Колхас. Він навчався у школі в Детройті, навчався в Мічиганському університеті в Анн-Арборі, де в 1934 році отримав ступінь бакалавра з англійської мови. У 1939 році здобув ступінь магістра педагогічної психології. Під час Другої світової війни працював клінічним психологом у званні капітана в армії США. З 1949 по 1951 рік він закінчив аспірантуру та отримав ступінь доктора в 1957 році в Університеті Вейна. Після свого першого випуску в 1934 році він почав працювати в управлінні освіти Детройта, де працював на різних посадах і був вийшов на пенсію в 1974 році як директор департаменту. З 1955 року і до виходу на пенсію він також викладав філософію освіти в Університеті Wayne State University. Після виходу на пенсію він повністю присвятив себе письменництву.
У 1938 році він одружився з Елізабет Пол і мав від цього шлюбу двох синів. Воллес помер у 1998 році у віці 85 років.

## Творчість
У 1952 році Прітчард опублікував роман «Кожен шалений вітер» під своїм ім'ям. Його перший науково-фантастичний роман «Кройд» (англ. «Croyd») був опублікований у 1967 році і відкрив цикл романів про відкрив найвдалішу та оригінальну серію (а насправді дві серії романів, пов'язаних загальним вигаданим всесвітом) письменника — про гуманоїда Кройда, що володіє усіма якостями надлюдини (зокрема, здатністю рухатися «крізь час»); час і місце дії — далеке майбутнє, в якому Сонячна система є столицею Галактичної федерації. До серії також входять романи «Доктор Орфей» (англ. «Dr.Orpheus») (1968), «Пан Стрілець» (англ. «Pan Sagittarius») (1973), «Подорож до Дарі» (англ. «A Voyage to Dari»)(1974), «Світ навпіл» (англ. «The World Asunder») (1979), «Афера Z» (англ. «Z-Sting») (1979), «Мегаломанія» (англ. «Megalomania») (1983).
Інша популярна науково-фантастична серія автора — про жінку-детектива Клодін Сен-Сір: «Подорож до Зірки Смерті» (англ. «Deathstar Voyage») (1969), «Викрадений принц» (англ. «The Purloined Prince») (1971), «Знак німої медузи» (англ. «The Sign of the Mute Medusa») (1977).
У багатоплановому романі «Прохід Геллера» (англ. «Heller's Leap») (1979) обидві серії зведені докупи, оскільки Клодін Сент-Сір закликає Кройда на допомогу.
Романи з всесвіту Кройда — це масштабні космічні опери, в яких фігурують такі теми наукової фантастики як безсмертя, іншопланетяни, космологія, подорожі в часі, телепатія, хроноклазми, чорні діри тощо, та які порівнюють як з творчістю Е. Е. «Дока» Сміта, так і з творами А. Е. ван Вогта, причому з останнім, зокрема, через його складний сюжет, який ще більш заплутаний через часові парадокси, а також через слабкості в діалозі. Водночас, видатний критик-фантастикознавець Джон Клют називає діалоги Воллеса «дивовижно незграбними», а його колега Джордж Келлі — «псевдоглибокими промовами».
Окремо відстоять два романи Воллеса: «Комета Люцифера» (англ. «The Lucifer Comet») (1980) і «Насилля над Сонцем» (англ. «The Rape of the Sun») (1982), присвячені агресивним планам іншопланетян щодо Землі; у першому романі два іншопланетних «бога» розігрують міф про Прометея в новий. трактування; у другому (єдиному нф романі автора, що не має стосунку до циклу) — просто намагаються забрати Сонце до власного космічного музею.
Окрім наукової фантастики, він написав дві книги наукової літератури та численні навчальні тексти та матеріали у своїй професійній ролі психолога.